# Albert Pike
Albert Pike (Boston, Massachusetts, 29. prosinca 1809. – Washington, 2. travnja 1891.) bio je američki pisac, pjesnik, govornik, urednik, odvjetnik, pravnik i general vojske Konfederacije Američkih Država. Od 1864. do 1865. godine obnašao je dužnost pomoćnog suca Vrhovnog suda Arkansasa u egzilu. Prije toga, bio je viši časnik Konfederacijske vojske, zapovjedajući područjem Indijanskog teritorija unutar Trans-Misisipijskog bojišta za vrijeme Američkog građanskog rata. Kao istaknuti slobodni zidar, Pike je od 1859. do 1891. godine obnašao dužnost vrhovnog suverenog zapovjednika Vrhovnog vijeća Škotskog obreda, južne jurisdikcije.